# 2025년 KBO 리그 신인 드래프트

## 지명 방식
2007년 지명부터 2016년 지명까지 실시되었던 홀수 라운드는 전년도 순위의 역순, 짝수 라운드는 전년도 순위대로 지명하는 방식, 소위 ㄹ자 지명방식이 폐지되면서, 2017년 신인드래프트부터 홀수, 짝수 라운드 상관없이 모든 라운드에서 전년도 순위의 역순으로 선수를 지명하는 소위 Z자 지명방식이 사용된다.
1차지명이 폐지되고 전면드래프트로 진행된다. 기존 10라운드에서 11라운드로 1라운드가 더 늘었다.
2차 지명 순서
- 모든 라운드 : 키움 → 한화 → 삼성 → 롯데 → KIA  → 두산 →  NC → SSG →   kt → LG

## 지명결과

### 전면드래프트
- 9월 11일 수요일에 진행했다.

| 라운드 | 키움                                        | 한화                                            | 삼성                                            | 롯데                                          | KIA                                       | 두산                                        | NC                                          | SSG                                                 | kt                                            | LG                                          |
| ------ | ------------------------------------------- | ----------------------------------------------- | ----------------------------------------------- | --------------------------------------------- | ----------------------------------------- | ------------------------------------------- | ------------------------------------------- | --------------------------------------------------- | --------------------------------------------- | ------------------------------------------- |
| 1      | 정현우 (덕수고,투수) (계약금:5억원)         | 정우주 (전주고,투수) (계약금:5억원)             | 배찬승 (대구고,투수) (계약금:4억원)             | 김태현 (광주제일고,투수) (계약금:3억원)       | 김태형 (덕수고,투수) (계약금:3억원)       | 박준순 (덕수고,내야수) (계약금:2억 6천만원) | 김서준 (충훈고,투수) (계약금:2억 2천만원)   | 이율예 (강릉고,포수) (계약금:2억 2천만원)           | 김동현 (서울고,투수) (계약금:2억원)           | 김영우 (서울고,투수) (계약금:2억원)         |
| 2      | 염승원 (휘문고,내야) (계약금:1억 6천만원)   | 권민규 (세광고,투수) (계약금:1억 6천만원)       | 심재훈 (유신고,내야수) (계약금:1억 6천만원)     | 박세현 (배명고,투수) (계약금:1억 5천만원)     | 이호민 (전주고,투수) (계약금:1억 5천만원) | 최민석 (서울고,투수) (계약금:1억 5천만원)   | 김태훈 (소래고,투수) (계약금:1억 2천만원)   | 신지환 (성남고,투수) (계약금:1억 2천만원)           | 박건우 (충암고,투수) (계약금:1억 2천만원)     | 추세현 (경기상고,내야) (계약금:1억 5천만원) |
| 3      | 어준서 (경기고,내야) (계약금:1억 1천만원)   | 한지윤 (경기상고,포수) (계약금:1억 1천만원)     | 차승준 (마산용마고,내야수) (계약금:1억 2천만원) | 김현우 (야탑고,투수) (계약금:1억원)           | 박재현 (인천고,외야수) (계약금:1억원)     | 홍민규 (야탑고,투수) (계약금:1억원)         | 여동욱 (대구상원고,내야수) (계약금:1억원)   | 박정훈 (비봉고,투수) (계약금:1억원)                 | 김재원 (장충고,투수) (계약금:1억원)           | 이한림 (전주고,포수) (계약금:1억 1천만원)   |
| 4      | 윤현 (경기고,투수) (계약금:8천만원)         | 배승수 (덕수고,내야수) (계약금:9천만원)         | 함수호 (대구상원고,외야수) (계약금:9천만원)     | 박재엽 (부산고,포수) (계약금:8천만원)         | 양수호 (공주고,투수) (계약금:8천만원)     | 황희천 (충암고,투수) (계약금:8천만원)       | 홍재문 (동의과학대,투수) (계약금:8천만원)   | 천범석 (강릉고,투수) (계약금:8천만원)               | 박준혁 (휘문고,투수) (계약금:8천만원)         | 이태훈 (경동고,내야수) (계약금:8천만원)     |
| 5      | 전태현 (마산용마고,내야수) (계약금:8천만원) | 이동영 (대구상원고,투수) (계약금:7천만원)       | 권현우 (광주제일고,투수) (계약금:8천만원)       | 서영준 (전주고,외야수) (계약금:7천만원)       | 김정엽 (부산고,투수) (계약금:7천만원)     | 이선우 (충암고,내야수) (계약금:7천만원)     | 유재현 (경기상고,내야수) (계약금:7천만원)   | 이원준 (부산고,외야수) (계약금:7천만원)             | 박민석 (덕수고,외야수) (계약금:7천만원)       | 박관우 (경북고,외야수) (계약금:7천만원)     |
| 6      | 양현종 (대구고,내야수) (계약금:7천만원)     | 박상현 (안산공고,투수) (계약금:6천만원)         | 이진용 (북일고,외야수) (계약금:6천만원)         | 김동현 (부산과기대,외야수) (계약금:6천만원)   | 최건희 (강릉영동대,투수) (계약금:6천만원) | 한다현 (라온고,내야수) (계약금:6천만원)     | 이세민 (대구상원고,내야수) (계약금:6천만원) | 최윤석 (전주고,내야수) (계약금:6천만원)             | 오서진 (유신고,내야수) (계약금:6천만원)       | 박시원 (경남고,투수) (계약금:6천만원)       |
| 7      | 권혁빈 (대구고,내야수) (계약금:5천만원)     | 이지성 (라온고,내야수) (계약금:5천만원)         | 홍준영 (동원과기대,투수) (계약금:5천만원)       | 이영재 (신흥고,투수) (계약금:5천만원)         | 나연우 (휘문고,투수) (계약금:5천만원)     | 양재훈 (동원과기대,투수) (계약금:5천만원)   | 정현창 (부산공고,내야수) (계약금:5천만원)   | 김현재 (대전고,투수) (계약금:5천만원)               | 이용현 (강릉고,내야수) (계약금:5천만원)       | 김종운 (창원공고,포수) (계약금:5천만원)     |
| 8      | 정세영 (경기상고,투수) (계약금:4천만원)     | 엄상현 (경희대,투수) (계약금:4천만원)           | 천겸 (부산고,투수) (계약금:4천만원)             | 최민규 (부산과학기대,내야수) (계약금:4천만원) | 임다온 (경기상고,투수) (계약금:4천만원)   | 김성재 (선린인고,포수) (계약금:4천만원)     | 신민우 (마산고,포수) (계약금:4천만원)       | 이도우 (서울컨벤션고,투수) (계약금:4천만원)         | 윤상인 (동원과학기술대,투수) (계약금:4천만원) | 우정안 (덕수고,내야수) (계약금:4천만원)     |
| 9      | 임진묵 (경기상고,투수) (계약금:4천만원)     | 엄요셉 (구리인창고,투수) (계약금:4천만원)       | 우승완 (세광고,투수) (계약금:4천만원)           | 한승현 (장충고,외야수) (계약금:3천만원)       | 엄준현 (전주고,내야수) (계약금:4천만원)   | 주양준 (경남고,외야수) (계약금:4천만원)     | 장창훈 (강릉영동대,내야수) (계약금:3천만원) | 홍대인 (사이버한국외국어대,내야수) (계약금:3천만원) | 이정환 (안산공고,포수) (계약금:3천만원)       | 안시후 (부천고,투수) (계약금:4천만원)       |
| 10     | 오혜성 (제물포고,투수) (계약금:3천만원)     | 최주원 (북일고,투수) (계약금:3천만원)           | 강민성 (안산공고,외야수) (계약금:3천만원)       | 김태균 (경남고,투수) (계약금:3천만원)         | 이성원 (유신고,투수) (계약금:3천만원)     | 연서준 (비봉고,투수) (계약금:3천만원)       | 양가온솔 (인상고,외야수) (계약금:3천만원)   | 한지헌 (경희대,투수) (계약금:3천만원)               | 정영웅 (원광대,외야수) (계약금:3천만원)       | 고영웅 (동원대,투수) (계약금:3천만원)       |
| 11     | 정동준 (경남대,투수) (계약금:3천만원)       | 이민재 (동원과학기술대,외야수) (계약금:3천만원) | 진희성 (동산고,투수) (계약금:3천만원)           | 조영우 (인천고,투수) (계약금:3천만원)         | 박헌 (광주제일고,외야수) (계약금:3천만원) | 최우혁 (라온고,투수) (계약금:3천만원)       | 조창연 (장충고,포수) (계약금:3천만원)       | 도재현 (사이버한국외국어대,투수) (계약금:3천만원)   | 이승준 (장안고,내야수) (계약금:3천만원)       | 성준서 (경기항공고,투수) (계약금:3천만원)   |

## 에피소드
- 롯데 자이언츠의 5라운드 지명권은 진해수 <-> 5라운드 지명권 트레이드로 LG 트윈스의 지명권이 되었다.
- SSG 랜더스의 3라운드 지명권은 이지영 <-> 3라운드 지명권 트레이드로 키움 히어로즈의 지명권이 되었다.
- NC 다이노스의 1,3라운드 지명권은 김휘집 <-> 1,3라운드 지명권 트레이드로 키움 히어로즈의 지명권이 되었다.
- 덕수고등학교, 전주고등학교, 경기상업고등학교가 6명으로 가장 많은 지명을 받았으며, 장충고등학교, 광주제일고등학교가 5명으로 그 뒤를 이었다.
- 덕수고등학교는 1라운드에서만 3명이 지명되었다.
- 창원공업고등학교는 창단 첫 프로진출자를 배출하였다.
- KIA 타이거즈의 1라운드 지명을 받은 김태형은 롯데 자이언츠 감독 김태형과 동명이인이다.
- kt wiz의 2라운드 지명을 받은 박건우는 NC 다이노스 외야수 박건우와 동명이인이다.
- 키움 히어로즈의 6라운드 지명을 받은 양현종은 KIA 타이거즈 투수 양현종과 동명이인이다.
- 이번 드래프트에서는 야구인 2세들이 단 한명도 지명받지 못하였다.
- 대학 선수들도 전년도에 비해 절반 가까이 줄어든 16명만이 지명받았으며, 특히 4년제 선수들은 단 6명만이 지명을 받았다. 야구부로 유명한 연세대,고려대,성균관대,한양대,중앙대,건국대,동국대 등은 단한명도 지명을 받지 못하였다.

## 출신 학교 별 정리

### 서울
- 덕수고등학교 - 정현우(키움, 1라운드), 김태형(KIA, 1라운드), 박준순(두산, 1라운드), 배승수(한화, 4라운드), 박민석(kt, 5라운드), 우정안(LG, 8라운드)
- 서울고등학교 - 김동현(kt, 1라운드), 김영우(LG, 1라운드), 최민석(두산, 2라운드)
- 휘문고등학교 - 염승원(키움, 2라운드), 박준혁(kt, 4라운드), 나연우(KIA, 7라운드)
- 배명고등학교 - 박세현(롯데, 2라운드)
- 성남고등학교 - 신지환(SSG, 2라운드)
- 충암고등학교 - 박건우(kt, 2라운드), 황희천(두산, 4라운드), 이선우(두산, 5라운드)
- 경기상업고등학교 - 추세현(LG, 2라운드), 한지윤(한화, 3라운드), 유재현(NC, 5라운드), 정세영(키움, 8라운드), 임다온(KIA, 8라운드), 임진묵(키움, 9라운드)
- 경기고등학교 - 어준서(키움, 3라운드), 윤현(키움, 4라운드)
- 장충고등학교 - 김재원(kt, 3라운드), 최건희(강릉영동대-KIA, 6라운드), 한승현(롯데, 9라운드), 조창연(NC, 11라운드), 엄상현(홍익대-한화, 8라운드)
- 경동고등학교 - 이태훈(LG, 4라운드)
- 선린인터넷고등학교 - 김성재(두산, 8라운드)
- 서울컨벤션고등학교 - 이도우(SSG, 8라운드)
- 신일고등학교 - 윤상인(동원과학기술대-kt, 8라운드)
- 청원고등학교 - 한지헌(경희대-SSG, 10라운드)

### 인천
- 인천고등학교 - 박재현(KIA, 3라운드), 조영우(롯데, 11라운드)
- 제물포고등학교 - 김동현(롯데, 6라운드), 오혜성(키움, 10라운드)
- 동산고등학교 - 진희성(삼성, 11라운드)

### 경기
- 충훈고등학교 - 김서준(키움, 1라운드)
- 유신고등학교 - 심재훈(삼성, 1라운드), 오서진(kt, 6라운드), 이성원(KIA, 10라운드)
- 소래고등학교 - 김태훈(NC, 2라운드)
- 야탑고등학교 - 김현우(롯데, 3라운드), 홍민규(두산, 3라운드)
- 비봉고등학교 - 박정훈(키움, 3라운드), 연서준(두산, 10라운드), 이민재(동원과학기술대-한화, 11라운드)
- 안산공업고등학교 - 박상현(한화, 6라운드), 이정환(kt, 9라운드), 강민성(삼성, 10라운드)
- 라온고등학교 - 한다현(두산, 6라운드), 이지성(한화, 7라운드), 최우혁(두산, 11라운드)
- 신흥고등학교 - 이영재(롯데, 7라운드)
- 구리인창고등학교 - 엄요셉(한화, 9라운드)
- 부천고등학교 - 안시후(LG, 9라운드)
- 율곡고등학교 - 도재현(사이버한국외국어대-SSG, 11라운드)
- 장안고등학교 - 이승준(kt, 11라운드)
- 경기항공고등학교 - 성준서(LG, 11라운드)

### 충청
- 세광고등학교 - 권민규(한화, 1라운드), 우승완(삼성, 9라운드), 홍대인(사이버한국외국어대-SSG, 9라운드)
- 공주고등학교 - 양수호(KIA, 4라운드)
- 청주고등학교 - 홍재문(동의과학대-NC, 4라운드)
- 북일고등학교 - 이진용(삼성, 6라운드), 최주원(한화, 10라운드)
- 대전고등학교 - 김현재(SSG, 7라운드)

### 강원
- 강릉고등학교 - 이율예(SSG, 1라운드), 천범석(SSG, 4라운드), 이용현(kt, 7라운드)
- 설악고등학교 - 장창훈(NC, 9라운드)

### 대구,경북
- 대구고등학교 - 배찬승(삼성, 1라운드), 양현종(키움, 6라운드), 권혁빈(키움, 7라운드)
- 대구상원고등학교 - 여동욱(키움, 3라운드), 함수호(삼성, 4라운드), 이동영(한화, 5라운드), 이세민(NC, 6라운드)
- 경북고등학교 - 박관우(LG, 5라운드)
- 경주고등학교 - 홍준영(동원과학기술대-삼성, 7라운드)

### 경남, 부산
- 마산용마고등학교 - 차승준(삼성, 3라운드), 전태현(키움, 5라운드), 정동준(경남대-키움, 11라운드)
- 부산고등학교 - 박재엽(롯데, 4라운드), 김정엽(KIA, 5라운드), 이원준(SSG, 5라운드), 천겸(삼성, 8라운드)
- 경남고등학교 - 박시원(LG, 6라운드), 주양준(두산, 9라운드), 김태균(롯데, 10라운드)
- 개성고등학교 - 양재훈(동의과학대-두산, 7라운드)
- 부산공업고등학교 - 정현창(NC, 7라운드)
- 창원공업고등학교 - 김종운(LG, 7라운드)
- 마산고등학교 - 신민우(NC, 8라운드)
- 야로고등학교 - 고영웅(동원대-LG, 10라운드)

### 전북
- 전주고등학교 - 정우주(한화, 1라운드), 이호민(KIA, 2라운드), 이한림(LG, 3라운드), 서영준(LG, 5라운드), 최윤석(SSG, 6라운드), 엄준현(KIA, 9라운드)
- 인상고등학교 - 양가온솔(NC, 10라운드)

### 광주, 전남
- 광주제일고등학교 - 김태현(롯데, 1라운드), 권현우(삼성, 5라운드), 최민규(부산과학기술대-롯데, 8라운드), 정영웅(원광대-kt, 10라운드), 박헌(KIA, 11라운드)